# Mednarodna konvencija o varstvu človeškega življenja na morju
Mednarodna konvencija o varstvu človeškega življenja na morju (angleško International Convention for the Safety of Life at Sea, SOLAS) je najpomembnejša, obenem tudi najstarejša konvencija, ki pokriva obsežno področje, kako zagotoviti  in izboljšati varnost na morju.
Ustanovljena je bila leta 1914 na pobudo britanske vlade zaradi katastrofalne nesreče ladje RMS Titanic, v kateri je izgubilo življenje več kot 1500 ljudi. 
Konvencija pokriva obsežno področje, kako zagotoviti  in izboljšati varnost na morju. Vključili so električne nastavitve, požarno varnost, odkritje in pogasitev, aparati za reševanje življenj, radio telegrafija in radio telefonija, varnost na navigaciji, transport žita, nevarnih snovi in pravila za plovila na jedrski pogon.
Konvencija je od leta 1960 doživela več amandmajev, ki zaradi težkih zahtev da postanejo pravnomočni, do sedaj še nobeden ni postal mednarodno zavezujoč. 
Leta 1974 so bila SOLAS-u dodani amandmaji in še nekatere spremembe. Nova konvencija SOLAS (Safety of life at sea) je stopila v veljavo 25. maja 1980.
Od takrat naprej so konvencijo še nekajkrat modificirali. Dodana sta bila tudi 2 protokola, ki določata letni pregled in nadzor tankerjev (l.1984) in protokol, ki določa harmoniziran sistem pregleda in certificiranja (leta 2000).
Med pomembni protokoli sta tudi protokola o tem, koliko v tonah in kako mora biti ladja naložena (Convention on load lines in convention on Tonnage measurements).
Konvencija je razdeljena na 11 delov:
- splošna določila
- protipožarna oprema
- sredstva za reševanje
- radio komunikacije
- varnost plovbe
- prevoz razsutega tovora
- konstrukcija ladje in stabilnost
- prevoz nevarnega tovora
- nuklearne ladje,
- varnostna pravila na hitrih ladjah
- specialna merila za povečanje pomorske varnosti.

Konvencija se nanaša na vse ladje, ki plujejo v mednarodnem prometu in izključuje vojne ladje, ribiške ladje, ladje brez naftnega pogona, lesene ladje primitivne gradnje in jahte. 